# カバロレ県

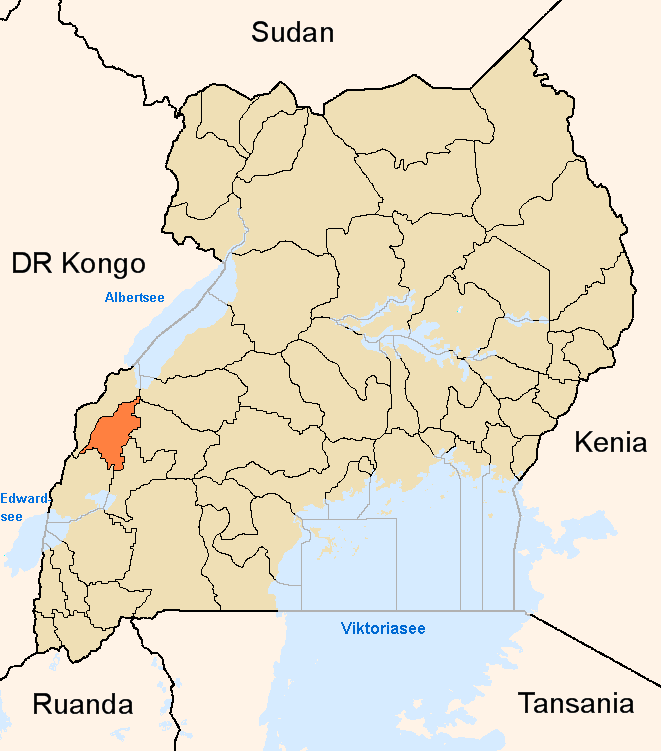
カバロレ県と2001年から2005年の県境

カバロレ県 (カバロレけん、Kabarole District) はウガンダ西部トロ王国西部の県。カンパラの西北西約320km、ルウェンゾリ山地の東に位置し、県庁所在地はトロの王宮のあるフォート・ポータルで県名はフォートポータルの旧名に因む。2000年12月に東部と南部がキエンジョジョ県及びカムウェンゲ県に分割された。北にブラヒャ郡と南にブニャンガブ郡、郡と同格のフォートポータルの3郡にブラヒャに6つ、ブニャンガブに5つとフォートポータルの3区の計14副郡が置かれている。2002年の国勢調査人口は 359,180人。知事に相当する第5地域議会 (LC5) 議長はムジサ・マイケル。

## 隣接する県
北にブンディブギョ県、南にカセセ県、北東にブニョロのキバレ県と接する。東部はキバレ国立公園に指定されている。

## 交通
フォートポータルにはカンパラからムベンデ、キエンジョジョを経てカセセへと結ぶ幹線道が走る。